# Margherita, Arhiducesa de Austria-Este
Margherita, Arhiducesă de Austria-Este (născută Prințesa Margherita de Savoia-Aosta; n. 7 aprilie 1930, Napoli, Campania, Italia – d. 10 ianuarie 2022, Basel, Cantonul Basel-Oraș, Elveția) a fost primul copil al regretatului Amedeo, al treilea duce de Aosta, și al prințesei Anne d'Orléans.

## Biografie

### Căsătoria și copii
Familia Margheritei a anunțat logodna cu Robert, Arhiducele de Austria-Este la 20 octombrie 1953.  S-au căsătorit la 28 decembrie 1953 la Bourg-en-Bresse, Ain, Franța (civil) și la 29 decembrie 1953 (religios), la Brou, Franța. A fost al doilea fiu al fostului împărat Carol I al Austriei și al lui Zita de Bourbon-Parma. Robert avea 38 de ani, iar Margherita 23. Când cuplul regal a sosit pentru prima ceremonie, sute de austrieci și italieni au stat în fața primăriei unde a avut loc căsătoria. La nuntă au participat și fostul rege Umberto al II-lea al Italiei și fratele mai mare al lui Robert, Otto de Habsburg, pretendentul la tronul Austriei. La o înălțime de 6 metri, Margherita era, potrivit unor martori, o priveliște impresionantă. Purta o rochie de fildeș din satin, cu o trenă lungă atârnată de o tiară cu diamante.
Cuplul și-a stabilit reședința la Paris, unde Robert era funcționar de bancă. Au avut cinci copii:
- Arhiducesa Maria Beatrice Anna Felicitas Zita Charlotte Adelheid Christina Elisabeth Gennara (11 decembrie 1954). S-a căsătorit cu contele Riprand de Arco-Zinneberg, un strănepot al ultimului rege bavarez, Ludwig al III-lea, și are descendenți. Au șase fiice, inclusiv Olympia von und zu Arco-Zinneberg, care este căsătorită cu Jean-Christophe, prințul Napoléon.
- Arhiducele Lorenz Otto Carl Amadeus Thadeus Maria Pius Andreas Marcus d'Aviano (16 decembrie 1955), desemnat prinț al Belgiei la 10 noiembrie 1995. Căsătorit la 22 septembrie 1984 la Bruxeelles cu Prințesa Astrid a Belgiei (n. 1962). Au cinci copii.
- Arhiducele Gerhard Thaddäus Anton Marcus d'Aviano Maria Umberto Otto Carl Amadeus (30 octombrie 1957), care s-a căsătorit în 2015 cu Iris Jandrasits (1961).
- Arhiducele Martin Carl Amadeo Maria (21 decembrie 1959). Căsătorit cu prințesa Katharina de Isenburg-Birstein . Au patru copii.
- Arhiducesa Isabella Maria Laura Helena Antonia Zita Anna Gennara (2 martie 1963). Căsătorită cu Andrea Czarnocki-Lucheschi. Au cinci copii.